# Taeniodera zebraea
Taeniodera zebraea är en skalbaggsart som beskrevs av Leon Fairmaire 1893. Taeniodera zebraea ingår i släktet Taeniodera och familjen Cetoniidae. Inga underarter finns listade i Catalogue of Life.